# Seiichiro Maki
Seiichiro Maki (n. 7 august 1980) este un fotbalist japonez.

## Statistici
| Japonia | Japonia | Japonia |
| An      | Meciuri | Goluri  |
| ------- | ------- | ------- |
| 2005    | 3       | 0       |
| 2006    | 14      | 3       |
| 2007    | 9       | 4       |
| 2008    | 9       | 1       |
| 2009    | 3       | 0       |
| Total   | 38      | 8       |